# Kepler-1264b
Kepler-1264b es un planeta extrasolar que forma parte de un sistema planetario formado por al menos un planeta. Orbita la estrella denominada Kepler-1264. Fue descubierto en el año 2016 por la sonda Kepler por medio de tránsito astronómico.